# Kulturni krajolik Uramanata
Kulturni krajolik Hawramana/Uramanata je naziv za zaštićeno područje planinskog krajolika i regije Hawraman koji svjedoči o tradicionalnoj kulturi naroda Hawrami, agropastoralnog kurdskog plemena koje je naselilo regiju otprilike 3000. godine pr. Kr. Nalazi se u srcu planine Zagros u iranskim pokrajinama Kurdistan i Kermanšah uz zapadnu granicu Irana i Iraka.
Dana 27. srpnja 2021. „Kulturni krajolik Hawramana/Uramanata” je upisan na UNESCO-v popis mjesta svjetske baštine u Aziji, uključujući 12 sela u dva područja od 106.307 ha: Centralno-istočna dolina (Zhaverud i Takht, u Kurdistanskoj pokrajini) i Zapadna dolina (Lahun, u Kermanšaškoj pokrajini).
Sela su jedinstvena po arhitekturi, načinu života i poljoprivrednoj metodologiji i integrirana su s prirodom uključivanjem poljoprivrede na strmim padinama. 12 sela uključenih u posjed ilustriraju evoluirajuće reakcije ljudi Hawrami na oskudicu produktivne zemlje u njihovom planinskom okruženju kroz tisućljeća. O njihovoj neprekidnoj prisutnosti u ovom krajoliku, koji također karakterizira iznimna bioraznolikost i endemizam, svjedoče kameno oruđe, špilje i stijene, humci, ostaci stalnih i privremenih naselja, te radionice, groblja, ceste, sela, dvorci i dr.

## Popis zaštićenih sela Uramanata
| Ime          | Slika | Lokacija               | Područje                  | Koordinate                                    | Bilješke |
| ------------ | ----- | ---------------------- | ------------------------- | --------------------------------------------- | --- |
| Halvan       |       | Kurdistanska pokrajina | Istočna dolina (Zhaverud) | 35°22′13″N 46°51′19″E / 35.37028°N 46.85528°E | Ovdje se nalaze ostaci Dvorca Halu Kana (islamsko doba), a na njegovo groblje potječe od srednjeg islamskog doba. |
| Shian        |       | Kurdistanska pokrajina | Istočna dolina (Zhaverud) | 35°17′13″N 46°56′56″E / 35.28694°N 46.94889°E | Groblje Pir Jusuf potječe iz kasnijeg islamskog razdoblja. |
| Zhan         |       | Kurdistanska pokrajina | Istočna dolina (Zhaverud) | 35°17′45″N 46°51′58″E / 35.29583°N 46.86611°E | U groblju Čehl Piran pronađeni su predmeti od partskog do modernog islamskog doba. |
| Bezlaneh     |       | Kurdistanska pokrajina | Istočna dolina (Zhaverud) | 35°08′03″N 46°57′52″E / 35.13417°N 46.96444°E | U njegovoj okolici se nalazi Baba Zahirodin groblje koje se procjenjuje da je staro oko 500 godina, dok džamija u selu potječe iz pred-safavidskog razdoblja. |
| Doulab       |       | Kurdistanska pokrajina | Istočna dolina (Zhaverud) | 35°04′48″N 46°54′51″E / 35.08000°N 46.91417°E | Ovdje se nalazi Abdulkaderov most koji datira iz antike (sasanidsko doba), Samostan Doulab i džamija Mohamadi Sofla. |
| Palangan     |       | Kurdistanska pokrajina | Istočna dolina (Zhaverud) | 35°06′52″N 46°59′45″E / 35.11444°N 46.99583°E | U njegovoj blizini se nalazi Tangivarski natpis Sargona II., a tu su pronađeni i slavni pahlavi pergamenti na grčkom jeziku iz partskog i sasanidskog razdoblja, tzv. „Avromanski pergamenti”. Dvorac Palangan (Širguran) je bio središte vlasti najmanje 1000 godina, s početkom od 547. god. i Ardalanske dinastije. |
| Abbas Abad   |       | Kurdistanska pokrajina | Središnja dolina (Takht)  | 35°19′53″N 46°38′51″E / 35.33139°N 46.64750°E | Ovdje se nalazi paleolitičko nalazište Marv Bane Vazne. |
| Nav          |       | Kurdistanska pokrajina | Središnja dolina (Takht)  | 35°19′00″N 46°35′50″E / 35.31667°N 46.59722°E | Ovdje se nalazi neolitička špilja Marv Tula i ostaci dvorca Galgurana gdje je pronađena lončarija iz partskog doba. |
| Sharakan     |       | Kermanšaška pokrajina  | Središnja dolina (Takht)  | 35°15′53″N 46°26′30″E / 35.26472°N 46.44167°E | Ovdje se nalazi groblje Šolga koje je staro oko 150 godina. |
| Najar        |       | Kermanšaška pokrajina  | Središnja dolina (Takht)  | 35°09′53″N 46°32′51″E / 35.16472°N 46.54750°E | Ovdje se nalazi svetište Emamzadeha Faghialija (islamsko doba) |
| Shalagi      |       | Kermanšaška pokrajina  | Zapadna dolina (Lahun)    | 34°56′41″N 46°14′21″E / 34.94472°N 46.23917°E | U sredini sela se nalazi nekoliko prapovijesnih špilja, a u blizini je terasasto groblje s grobovima iz željeznog doba. |
| Qaleji       |       | Kermanšaška pokrajina  | Zapadna dolina (Lahun)    | 34°56′57″N 46°09′59″E / 34.94917°N 46.16639°E | Ovdje se nalazi neolitička špilja Mahmuda Išmaela. |
| Kelash Lolem |       | Kermanšaška pokrajina  | Zapadna dolina (Lahun)    | 34°52′48″N 46°16′36″E / 34.88000°N 46.27667°E | Groblje u Kelaš Lolemu potječe iz kasnijeg islamskog razdoblja. |